# 志田幹
志田 幹（しだ みき、1974年3月4日 - ）は、日本の男性元総合格闘家。神奈川県川崎市出身。パンクラスP'sLAB東京所属。

## 来歴
2001年11月23日、第3回アマチュアパンクラスオープントーナメント70kg未満級に出場。5試合を勝ち抜き、優勝した。
2002年2月17日、パンクラスゲートで所英男と対戦し、引き分け。
2002年8月25日、パンクラスでプロデビュー、吉信と対戦し、引き分け。
2003年7月27日、パンクラスのフェザー級ネオブラッド・トーナメントの決勝で前田吉朗と対戦し、判定負け。
2004年夏、格闘技に専念するためそれまで勤めていた会社を退職。
2005年7月31日、パンクラスでアイヴァン・メンジバーと対戦し、判定負け。
2005年9月4日、パンクラスで前田吉朗と再戦し、KO負け。
2005年12月11日、D.O.Gで門脇英基と対戦し、ドロー。
2006年6月6日、パンクラス初代フェザー級（-64kg）王者決定トーナメント1回戦でDJ.taikiと対戦し、TKO負け。
2007年2月16日、DEEP初出場となったDEEP 28 IMPACTで山崎剛と対戦し、判定勝ち。
2007年4月27日、パンクラスで井上学と対戦し、判定勝ち。
2008年3月26日、パンクラスでフェザー級王座次期挑戦者決定戦としてマルロン・サンドロと対戦。2Rに跳び膝蹴りからのパンチ連打でKO負け。5月に引退を発表し、6月1日のパンクラス興行で引退セレモニーを行った。

## 戦績

### プロ総合格闘技
| 総合格闘技 戦績 | 総合格闘技 戦績 | 総合格闘技 戦績 | 総合格闘技 戦績 | 総合格闘技 戦績 | 総合格闘技 戦績 | 総合格闘技 戦績 |
| --------------- | --------------- | --------------- | --------------- | --------------- | --------------- | --------------- |
| 20 試合         | (T)KO           | 一本            | 判定            | その他          | 引き分け        | 無効試合        |
| 13 勝           | 2               | 2               | 9               | 0               | 2               | 0               |
| 5 敗            | 3               | 0               | 2               | 0               | 2               | 0               |

| 勝敗 | 対戦相手                               | 試合結果                         | 大会名                                                                    | 開催年月日     |
| ×    | マルロン・サンドロ                     | 2R 4:19 KO（スタンドパンチ連打） | PANCRASE 2008 SHINING TOUR                                                | 2008年3月26日  |
| ○    | ジャミール・"ザ・サージェント"・マスー | 5分2R終了 判定3-0                | PANCRASE 2007 RISING TOUR                                                 | 2007年12月22日 |
| ○    | 井上学                                 | 5分3R終了 判定3-0                | PANCRASE 2007 RISING TOUR                                                 | 2007年4月27日  |
| ○    | 山崎剛                                 | 5分2R終了 判定2-0                | DEEP 28 IMPACT                                                            | 2007年2月16日  |
| ○    | 藤原大地                               | 1R 0:36 TKO（背中の負傷）        | PANCRASE 2006 BLOW TOUR                                                   | 2006年12月10日 |
| ×    | DJ.taiki                               | 3R 2:03 TKO（左フック）          | PANCRASE 2006 BLOW TOUR 【フェザー級王者決定トーナメント 1回戦】          | 2006年6月6日   |
| ○    | ダマッシオ・ペイジ                     | 5分3R終了 判定3-0                | PANCRASE 2006 BLOW TOUR                                                   | 2006年4月9日   |
| △    | 門脇英基                               | 5分3R終了 判定1-1                | D.O.G IV                                                                  | 2005年12月11日 |
| ×    | 前田吉朗                               | 3R 2:17 KO（パンチ）             | PANCRASE 2005 SPIRAL TOUR                                                 | 2005年9月4日   |
| ×    | アイヴァン・メンジバー                 | 5分3R終了 判定0-3                | PANCRASE 2005 SPIRAL TOUR                                                 | 2005年7月31日  |
| ○    | 山本篤                                 | 2R 4:36 KO（膝蹴り）             | PANCRASE 2004 BRAVE TOUR                                                  | 2004年12月21日 |
| ○    | 出見世雅之                             | 2R 0:43 フロントチョーク         | PANCRASE 2004 BRAVE TOUR                                                  | 2004年10月12日 |
| ○    | 滝田J太郎                              | 2R 2:52 チョークスリーパー       | DEMOLITION                                                                | 2004年8月8日   |
| ○    | 砂辺光久                               | 5分2R終了 判定3-0                | PANCRASE 2004 BRAVE TOUR                                                  | 2004年2月6日   |
| ○    | 和知正仁                               | 5分2R終了 判定3-0                | PANCRASE 2003 HYBRID TOUR                                                 | 2003年10月31日 |
| ×    | 前田吉朗                               | 5分2R終了 判定0-3                | PANCRASE 2003 HYBRID TOUR 【ネオブラッド・トーナメント フェザー級 決勝】  | 2003年7月27日  |
| ○    | REIJI                                  | 5分2R終了 判定3-0                | PANCRASE 2003 HYBRID TOUR 【ネオブラッド・トーナメント フェザー級 1回戦】 | 2003年7月27日  |
| ○    | 吉信                                   | 5分2R終了 判定3-0                | PANCRASE 2003 HYBRID TOUR                                                 | 2003年6月7日   |
| ○    | 実原隆浩                               | 5分2R終了 判定3-0                | PANCRASE 2002 SPIRIT TOUR                                                 | 2002年10月29日 |
| △    | 吉信                                   | 5分2R終了 判定0-0                | PANCRASE 2002 SPIRIT TOUR                                                 | 2002年8月25日  |

### アマチュア総合格闘技
| 勝敗 | 対戦相手 | 試合結果                | 大会名                                              | 開催年月日    |
| △    | 所英男   | 5分2R終了 時間切れ      | PANCRASE 2002 SPIRIT TOUR 【パンクラスゲート】      | 2002年2月17日 |
| ○    | 本田壮一 | 3分2R終了 ポイント48-41 | 第1回東日本アマチュア修斗フレッシュマントーナメント | 2001年4月15日 |

## 獲得タイトル
- 第7回コンバットレスリング全日本選手権大会 63kg級 3位（2001年）
- 第3回アマチュアパンクラスオープントーナメント 70kg未満級 優勝（2001年）